# Tupaia tana
Tupaia tana är en däggdjursart som beskrevs av Thomas Stamford Raffles 1821. Tupaia tana ingår i släktet Tupaia och familjen spetsekorrar. IUCN kategoriserar arten globalt som livskraftig.

## Utseende
Arten påminner med sin långdragen spetsig nos om en näbbmus i utseende. Den blir cirka 22 cm lång (huvud och bål) och väger ungefär 198 g. Huvudet kännetecknas av stora ögon och nakna öron. Denna spetsekorre har en yvig svans som är inte lika lång i förhållande till bålen som hos andra släktmedlemmar. Svansen kan vara röd, orange eller gulaktig. På ovansidan har arten mörkbrun päls samt en längsgående svart strimma på ryggens mitt. Undersidan är täckt med rödorange päls. Tupaia tana har kraftiga klor för att klättra i träd och gräva i marken.

## Utbredning och habitat
Denna spetsekorre förekommer på Borneo, på Sumatra och på några mindre öar i närheten. Arten lever i låglandet och i bergstrakter upp till 1500 meter över havet men den hittas sällan över 1200 meter. Habitatet utgörs av olika slags skogar och av andra områden med träd.

## Ekologi
Individerna är aktiva på dagen. De klättrar i träd eller går på marken. Reviret markeras med körtelvätska men territorierna kan överlappa varandra vid utkanterna. Boet har formen av en boll och byggs med hjälp av kvistar och andra växtdelar samt med löv på utsidan. Det placeras på marken eller lite över marken i vegetationen. Hos arten är synen och hörseln bra utvecklade. Däremot saknar Tupaia tana större morrhår. Den äter främst insekter och andra ryggradslösa djur som skalbaggar, myror, kackerlackor, spindlar, daggmaskar och mångfotingar. Sällan dödar den mindre ryggradsdjur som gnagare eller ödlor. Dessutom kompletteras födan med frukternas juice. Arten saknar blindtarm och sväljer därför inga fasta fruktbitar.
Denna spetsekorre har många naturliga fiender som mårddjur, viverrider, manguster, trädleoparder, större ormar och rovfåglar. Ungdjur kan även falla offer för myror. Vuxna individer har därför varierande väger fram till boet och kring boet lämnas nästan inga luktande ämnen.
En hane och en hona bildar ett monogamt par. Parningstiden sträcker sig från augusti till november. Honan föder en kull som vanligen har två ungar, ibland bara en unge. De första 25 till 33 dagar besöks boet bara varannan dag av modern för digivning. Sedan följer ungarna efter modern för att lära sig hur de kan klara sig i naturen. Efter ungefär ett år är ungarna könsmogna. Tupaia tana kan leva 10 år eller sällan upp till 14 år i naturen.

## Underarter
Arten delas in i följande underarter:
- T. t. banguei
- T. t. besara
- T. t. bunoae
- T. t. cervicalis
- T. t. chrysura
- T. t. kelabit
- T. t. kretami
- T. t. lingae
- T. t. masae
- T. t. nitida
- T. t. paitana
- T. t. sirhassenensis
- T. t. speciosa
- T. t. tana
- T. t. utara